# Koffi Ndri Romaric
Koffi Christian Romaric N'Dri (Abidjan, 4 de junho de 1983) é um treinador e ex-futebolista marfinense que atuava como volante. Atualmente comanda o AFAD Djékanou.

## Carreira
Com passagem pelo Sevilla quando jogador, tinha como principais características o vigor físico, o poder de marcação e o potente chute de pé esquerdo. Pela Seleção Marfinense, Romaric disputou a Copa Africana de Nações em 2006, 2008 e 2013. O volante também representou seu país em duas Copas do Mundo, sendo convocado para as edições de 2006 e 2010.

## Títulos
Sevilla
- Copa do Rei: 2009–10